# 네 이웃의 아내를 탐하지 마라 (2014년 영화)
《네 이웃의 아내를 탐하지 마라》(러시아어: Саранча, Locust)는 러시아 연방에서 제작된 예고르 바라노프 감독의 2014년 범죄, 드라마 영화이다. 피요트르 피오도로프 등이 주연으로 출연하였다.

## 출연

### 주연
- 피요트르 피오도로프
- 폴리나 안드리바

### 조연
- 아나스타시아 아카토바
- 이브제니야 드미트리예바
- 비소 카티예브
- 알렉세이 고르부노브